# Самга
Селес (в нижнем течении также Самга) — река в России, течёт по территории Кольского района Мурманской области. Впадает в озеро Улита на высоте 112 м над уровнем моря. Длина реки составляет 4,1 км, площадь водосборного бассейна 117 км².

## Данные водного реестра
По данным государственного водного реестра России относится к Баренцево-Беломорскому бассейновому округу, водохозяйственный участок реки — Тулома от Верхнетуломского гидроузла и до устья. Речной бассейн реки — бассейны рек Кольского полуострова, впадает в Баренцево море.
Код объекта в государственном водном реестре — 02010000412101000001362.